# Leichtathletik-Europameisterschaften 1974/10.000 m der Männer

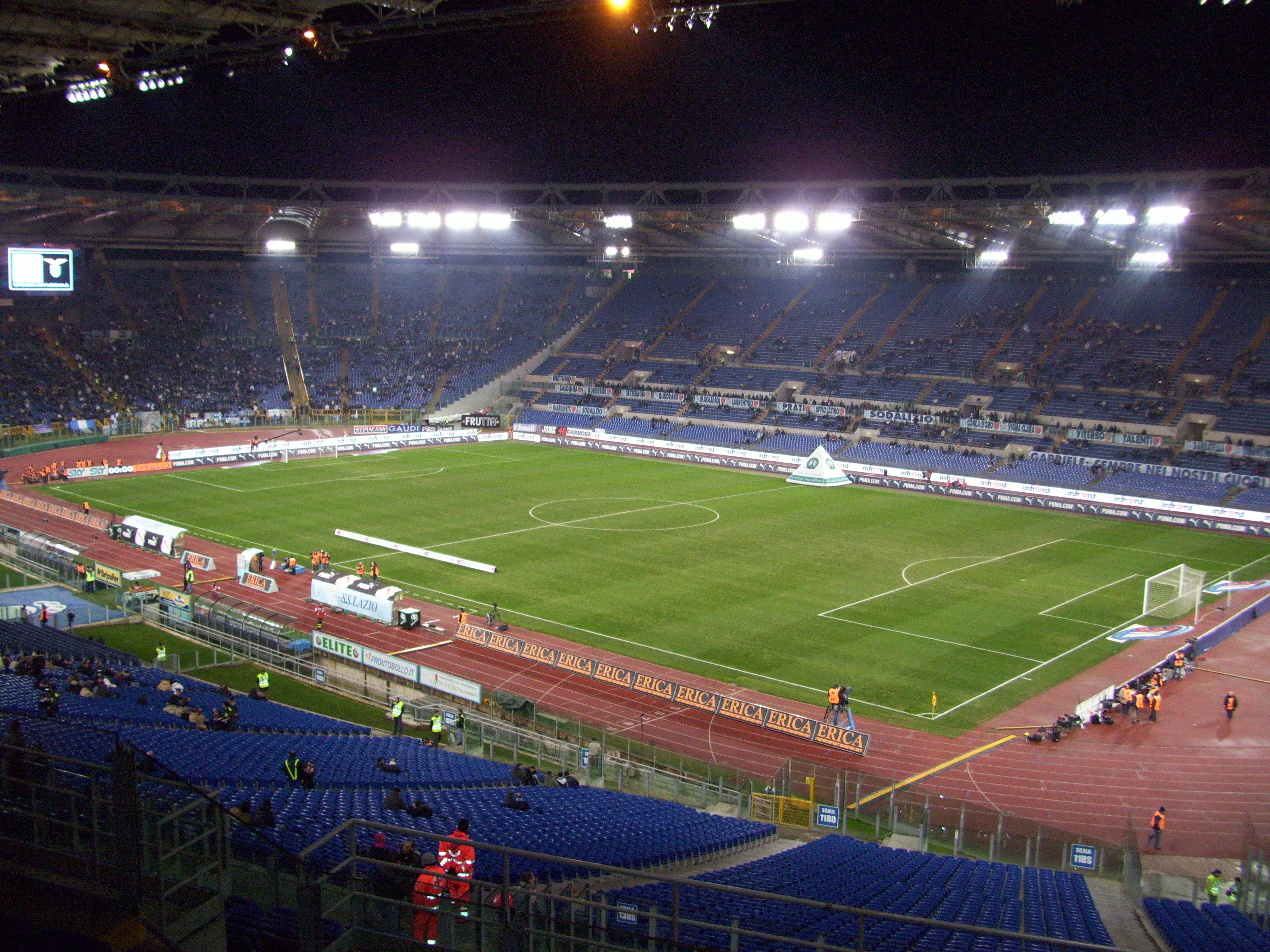
Das Olympiastadion von Rom im Jahr 2009

Der 10.000-Meter-Lauf der Männer bei den Leichtathletik-Europameisterschaften 1974 wurde am 2. September 1974 im Olympiastadion von Rom ausgetragen.
Europameister wurde der DDR-Läufer Manfred Kuschmann, der sechs Tage darauf die Silbermedaille über 5000 Meter gewann. Den zweiten Platz belegte der Brite Tony Simmons. Bronze ging an den Italiener Giuseppe Cindolo.

## Bestehende Rekorde
| Weltrekord           | 27:30,8 min  | David Bedford  | London, Großbritannien | 13. Juli 1973   |
| Europarekord         | 27:30,8 min  | David Bedford  | London, Großbritannien | 13. Juli 1973   |
| Meisterschaftsrekord | 27:52,78 min | Juha Väätäinen | EM Helsinki, Finnland  | 10. August 1971 |

Der bestehende EM-Rekord wurde bei diesen Europameisterschaften nicht erreicht. Mit seiner Siegzeit von 28:25,75 min blieb Europameister Manfred Kuschmann aus der DDR 32,97 s über dem Rekord. Zum Welt- und Europarekord fehlten ihm 54,95 s.

## Durchführung
Wie auf der längsten Bahndistanz üblich gab es keine Vorrunde, alle 31 Teilnehmer starteten in einem gemeinsamen Finale.

## Legende
- DNF: Wettkampf nicht beendet (did not finish)

## Ergebnis
2. September 1974
| Platz | Name                 | Nation           | Zeit (min) |
| ----- | -------------------- | ---------------- | ---------- |
| 1     | Manfred Kuschmann    | DDR              | 28:25,75   |
| 2     | Tony Simmons         | Großbritannien   | 28:25,79   |
| 3     | Giuseppe Cindolo     | Italien          | 28:27,05   |
| 4     | Bronisław Malinowski | Polen            | 28:27,95   |
| 5     | Nikolai Puklakow     | Sowjetunion      | 28:29,14   |
| 6     | Knut Børø            | Norwegen         | 28:29,19   |
| 7     | Lasse Virén          | Finnland         | 28:29,23   |
| 8     | Mariano Haro         | Spanien          | 28:36,00   |
| 9     | Dave Black           | Großbritannien   | 28:36,60   |
| 10    | Bernie Ford          | Großbritannien   | 28:37,40   |
| 11    | Karel Lismont        | Belgien          | 28:41,20   |
| 12    | Pierre Liardet       | Frankreich       | 28:42,80   |
| 13    | Stanislav Hoffman    | Tschechoslowakei | 28:44,40   |
| 14    | Ilie Floroiu         | Rumänien         | 28:51,80   |
| 15    | Henryk Nogala        | Polen            | 29:04,80   |
| 16    | Peter Suchán         | Tschechoslowakei | 29:06,00   |
| 17    | Arne Risa            | Norwegen         | 29:07,40   |
| 18    | Petar Svet           | Jugoslawien      | 29:08,40   |
| 19    | Pekka Päivärinta     | Finnland         | 29:21,60   |
| 20    | Josef Jánský         | Tschechoslowakei | 29:23,20   |
| 21    | Karl-Heinz Leiteritz | DDR              | 29:32,60   |
| 22    | Jos Hermens          | Niederlande      | 29:41,00   |
| 23    | Edward Łęgowski      | Polen            | 29:45,60   |
| 24    | Mihaíl Koúsis        | Griechenland     | 29:49,60   |
| DNF   | Walentin Zotow       | Sowjetunion      |            |
| DNF   | Willy Polleunis      | Belgien          |            |
| DNF   | Franco Fava          | Italien          |            |
| DNF   | Marc Smet            | Belgien          |            |
| DNF   | Detlef Uhlemann      | BR Deutschland   |            |
| DNF   | Carlos Lopes         | Portugal         |            |
| DNF   | Per Halle            | Norwegen         |            |

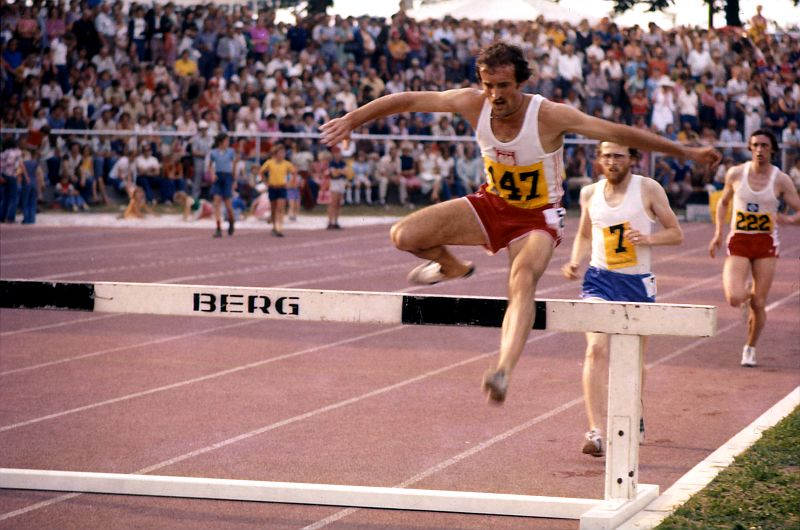
Bronisław Malinowski (hier in führender Position bei einem Rennen in Fürth) belegte Rang vier – über 3000 Meter Hindernis wurde er fünf Tage später Europameister und 1976 Olympiazweiter

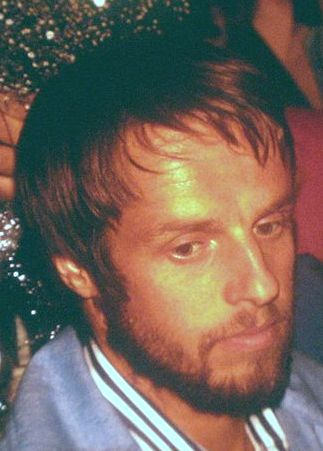
Der Doppelolympiasieger auf den Bahnlangstrecken von 1972 Lasse Virén musste hier mit Rang sieben zufrieden sein – 1976 wiederholte er seinen olympischen Erfolg von 1972

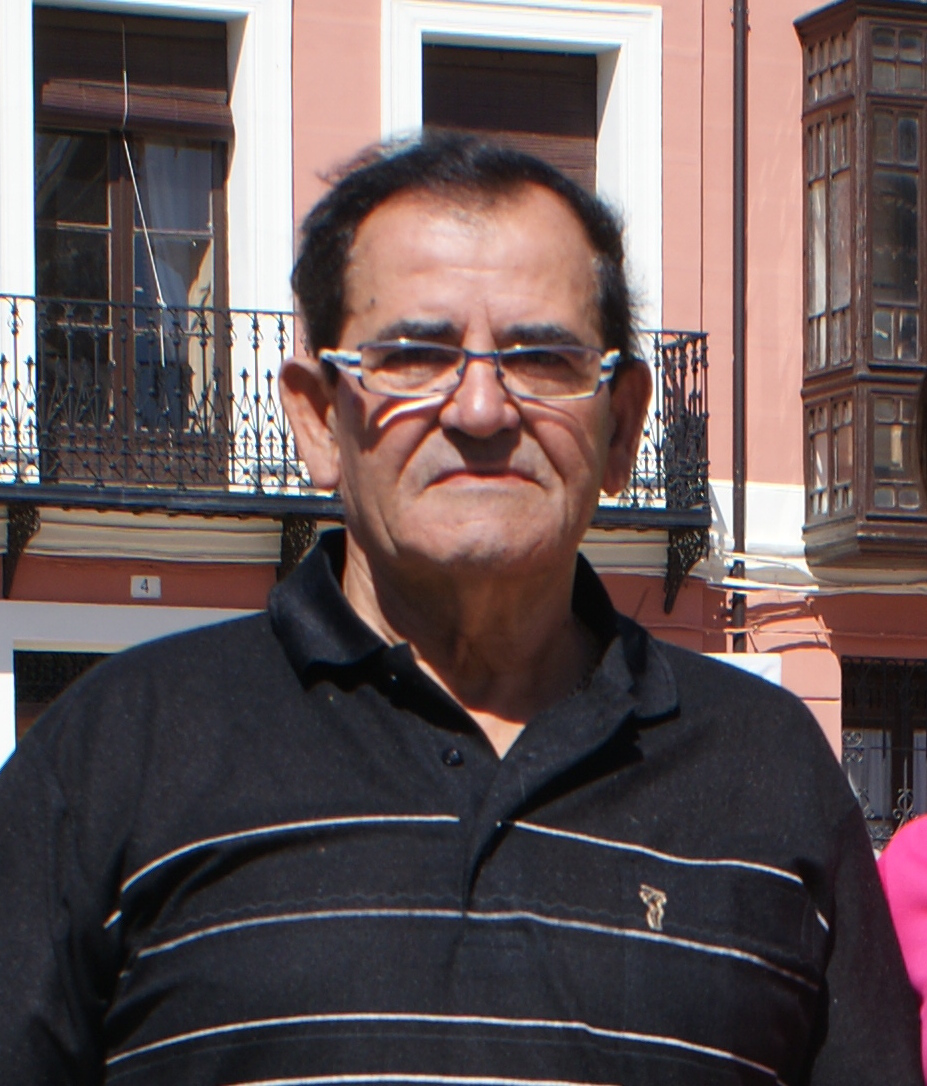
Der achtplatzierte Mariano Haro (hier im Jahr 2012) – 1971 war er EM-Fünfter
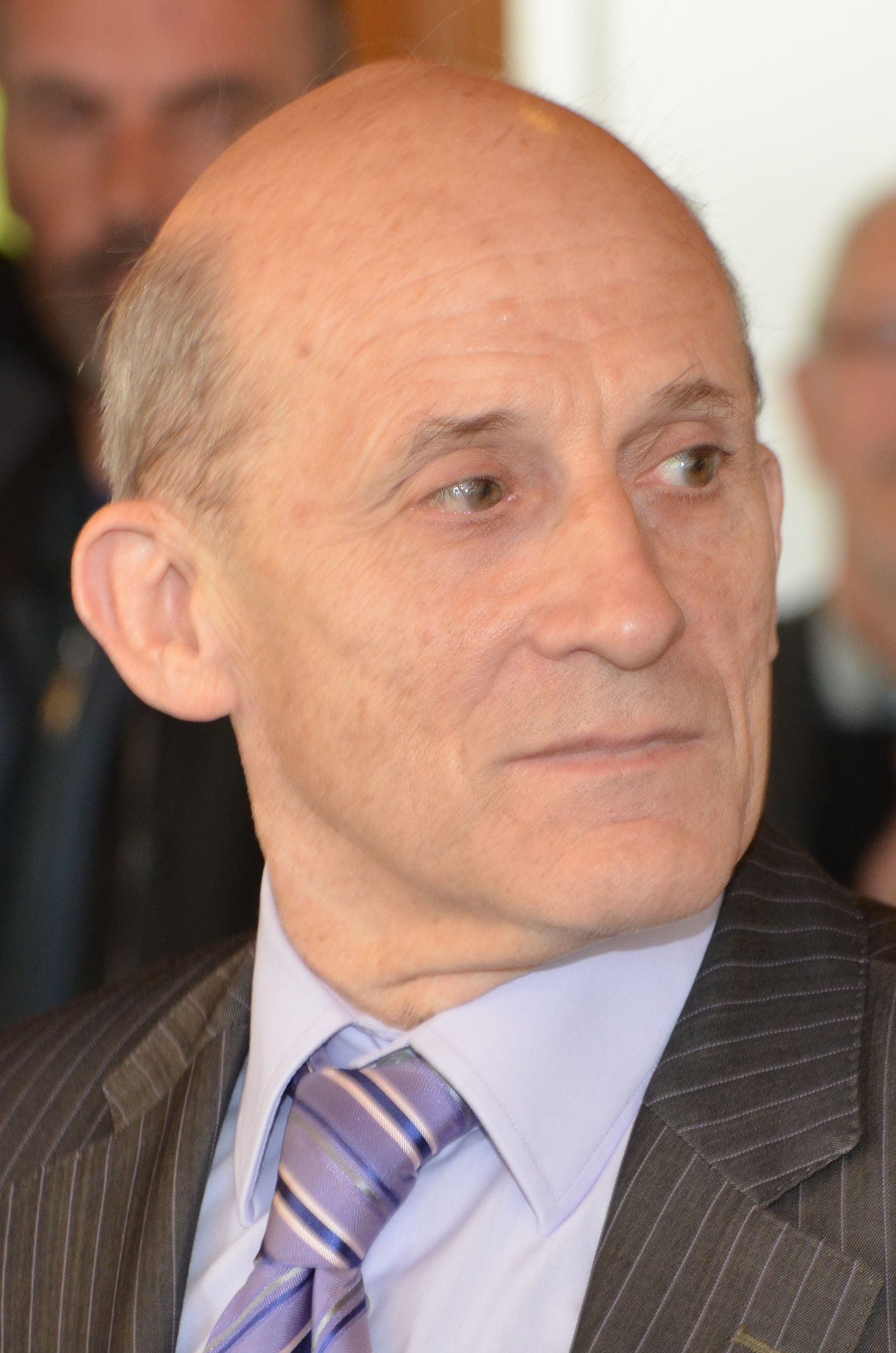
Karel-Lismont (auf dem Foto im Jahr 2012) – Europameister von 1971 im Marathonlauf – wurde Elfter
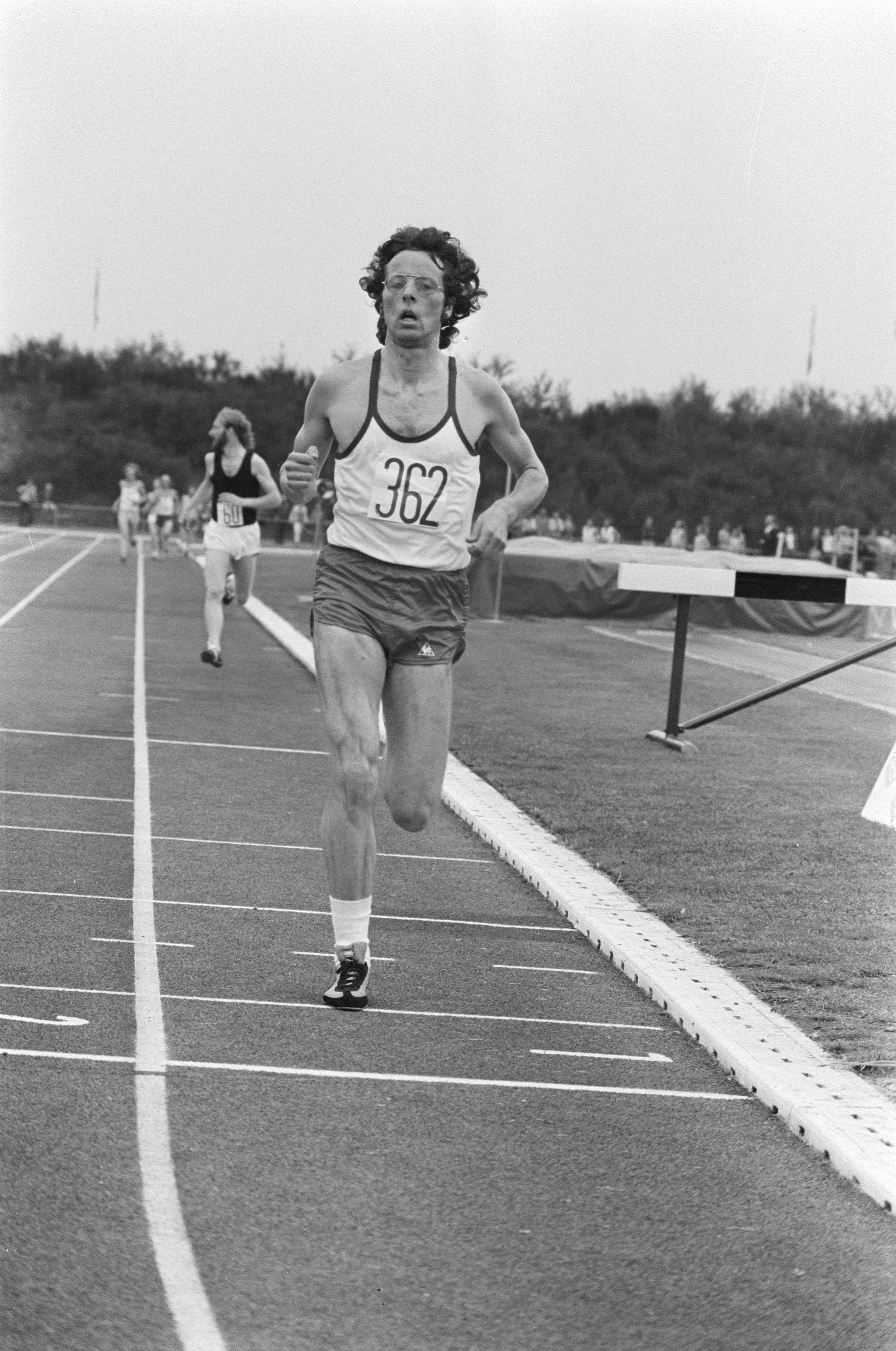
Jos Hermens, am Schlusstag Vierter über 5000 Meter, erreichte Platz 22

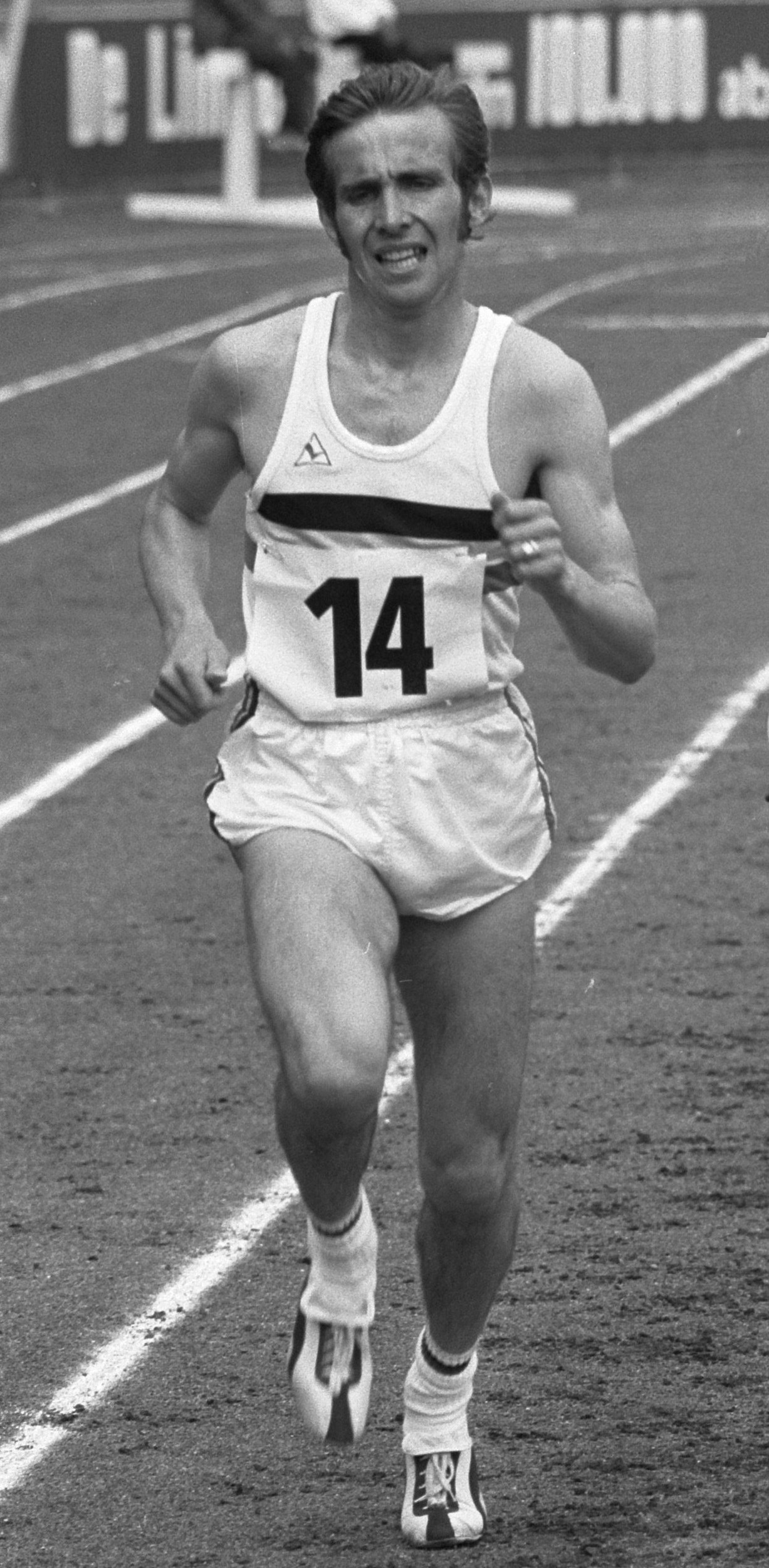
Willy Polleunis kam nicht ins Ziel – über 5000 Meter wurde er Fünfzehnter
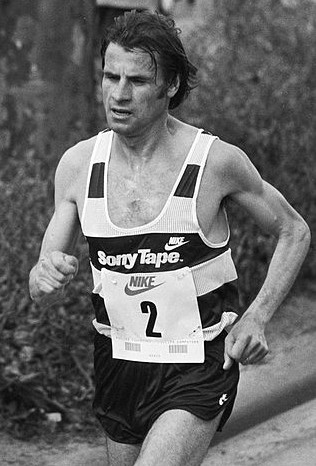
Carlos Lopes gab das Rennen auf – 1976 wurde er Olympiazweiter über 10.000 Meter, 1984 Olympiasieger im Marathonlauf